# 何冀平
何冀平（1951年—），女，广西人，中国劇作家，現居香港。

## 生平
何冀平1982年畢業於中央戲劇學院戲劇文學系，曾任北京人民藝術劇院編劇。作品《天下第一樓》較為得到觀眾關注，曾赴多個國家和地區演出，亦為北京人民藝術劇院五十周年慶典劇作之一。1989年移居香港，開始從事電影電視創作，筆名曉禾。創作《新龍門客棧》、《西楚霸王》、《新白娘子傳奇》、《黃飛鴻》、《風生水起》等多部影視作品。電視連續劇《天下第一樓》曾在全國播出。近期創作長篇電視劇《牛郎織女》在全國播出。近年參與主旋律電影《投名狀》、《彈道》、《明月几时有》的創作。
1997年至2001年，何氏出任香港話劇團駐團編劇，首部作品《德齡與慈禧》即榮獲1999年度香港舞台劇獎「最佳劇本獎」以及「最受歡迎劇目獎」等五個獎項。其他作品包括《開市大吉》、《煙雨紅船》、《明月何曾是兩鄉》、《還魂香》及《酸酸甜甜香港地》。

## 奖项和荣誉
何氏曾先後獲得中華人民共和國首屆「文華獎」、中央戲劇學院首屆學院獎「文學獎」、北京市優秀劇作獎、中華人民共和國戲劇「曹禺獎」、「十月」文學獎、中華人民共和國政府「五個一工程獎」及兩度獲得中華人民共和國電視劇「飛天獎」，並曾榮獲「北京市勞動模範」稱號。
作品收入《中華人民共和國當代文學作品精選全集》。其《天下第一樓》、《德齡與慈禧》劇本被收錄進香港中學中文課程內。

## 外部連結
- 何冀平在香港影庫上的簡介